# Sohațka Balka, Dîkanka
Sohațka Balka (în ucraineană Сохацька Балка) este un sat în comuna Andriivka din raionul Dîkanka, regiunea Poltava, Ucraina.

## Demografie
Componența lingvistică a localității Sohațka Balka
     Ucraineană (95,65%)
     Rusă (2,9%)
     Belarusă (1,45%)
Conform recensământului din 2001, majoritatea populației localității Sohațka Balka era vorbitoare de ucraineană (95,65%), existând în minoritate și vorbitori de rusă (2,9%) și belarusă (1,45%).